# Xylobium pallidiflorum
Xylobium pallidiflorum är en orkidéart som först beskrevs av William Jackson Hooker, och fick sitt nu gällande namn av George Nicholson. Xylobium pallidiflorum ingår i släktet Xylobium och familjen orkidéer. Inga underarter finns listade i Catalogue of Life.